# Chainmail

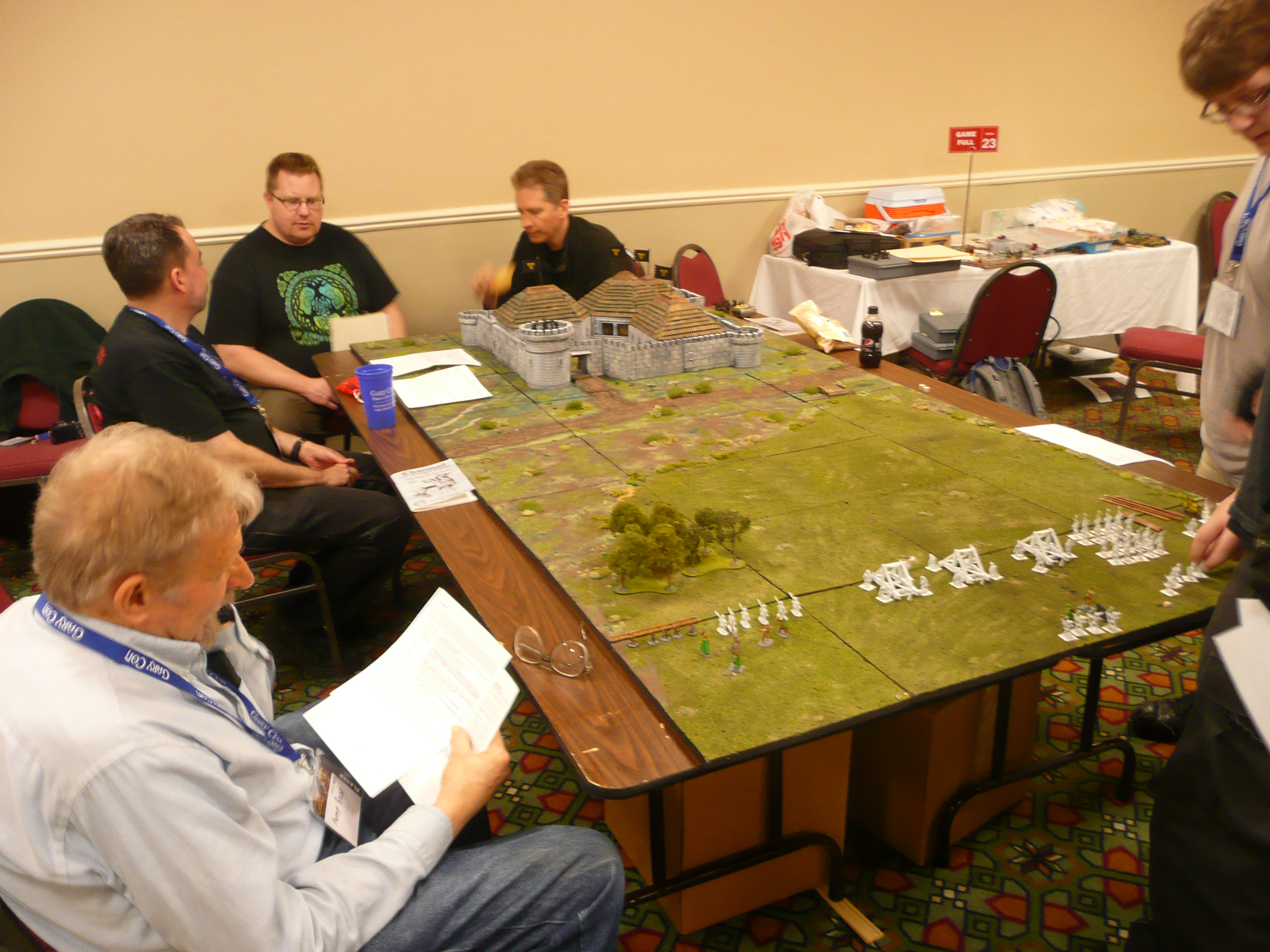
Chainmail joué à Gary Con IV (2012). "La bataille du Moathouse".

Chainmail (c'est-à-dire, en langue anglaise, « Cotte de mailles ») est un jeu de guerre avec figurines écrit par Gary Gygax et Jeff Perren (en) en 1971 et publié par Guidon Games (en), puis par Tactical Studies Rules. C'est l'ancêtre de Donjons et Dragons dont les règles originales font directement référence à celles de Chainmail. 

## Histoire
Selon Jon Peterson, en 1970, un membre de la « New England Wargamers Association » (NEWA) nommé Leonard Patt crée des règles de jeu de guerre pour jouer dans les Terres du Milieu,. Le jeu remporte le Best in Show à la convention  Miniature Figure Collectors of America de Philadelphie la même année.
Jeff Perren (en) publie une première version des règles de combat de masse de Chainmail dans The Domesday Book #7. Gary Gygax y ajouta les règles de combat d'homme à homme, de tournoi et le supplément fantastique, pour aboutir à la première édition (Guidon Games (en), 1971). Une seconde édition, avec deux impressions différentes, vint corriger certains détails en 1972. Enfin, la troisième édition de 1973, qui connut au moins huit impressions légèrement différentes jusque 1978, parut chez Tactical Studies Rules, la société de Gygax et Don Kaye.

## Lien avecDonjons et Dragons
Le supplément fantastique (fantasy supplement) dans Chainmail est l'une des origines essentielles du jeu Donjons et Dragons. Il permettait de simuler des batailles fantastiques, avec des règles de magie et des créatures telles que trolls et dragons. Dave Arneson s'en servit comme système de règle pour sa campagne de Blackmoor, qui fut le premier jeu de rôle.